# Этнические опыты
Этнические опыты — четвёртый студийный альбом музыкальной группы «Вежливый отказ», вышедший в 1990 году.

## История создания
Контуры новой программы, позднее составившей альбом, были намечены лидером группы Романом Сусловым в 1988 году. В этот период группу покинули саксофонист Владимир Давыдов, а также поэты и шоумены — сперва Аркадий Семёнов, а затем — Гор Оганисян. Несмотря на то, что стихи последнего всё-таки использованы в нескольких композициях, одной из идей программы стала замена текстов фонемами (опробованная Сусловым ещё в песне «Рыба» 1986 года). Этот приём можно услышать в композициях «Густоплясовая» и «Увертюра».
Альбом был записан в 1989 году, однако из-за возникших сложностей с выпуском из-за ухудшения экономической ситуации в стране «Этнические опыты» сперва были изданы в Финляндии на виниле (в 1990 году на лейбле Rockadillo) и только через четыре года — в России на CD (фирмой «Триарий»).
При этом звук в новом издании альбома был перемикширован, и в него не вошла композиция «Пессимистический регги». В 2012 году оба варианта альбома были переизданы лейблом «Геометрия».
На песню «Пожар Москвы 1812 года» режиссёром Сергеем Соловьёвым и съёмочной группой фильма «Дом под звёздным небом» был снят клип.

## Список композиций
1. Гуляли подружки (народная)
2. Колокола (Р. Суслов)
3. Густоплясовая (Р. Суслов)
4. Пожар Москвы 1812 года (Р. Суслов)
5. Пессимистический регги (Р. Суслов — Г. Оганисян) (не вошла во второе издание)
6. Попевка (Р. Суслов — Г. Оганисян)
7. Увертюра (Р. Суслов)
8. Икар (Р. Суслов — Г. Оганисян)

## Участники проекта
- Роман Суслов — гитара, вокал;
- Дмитрий Шумилов — бас-гитара;
- Максим Трефан — фортепиано;
- Михаил Митин — ударные;
- Андрей Пастернак — запись, сведение;
- Андрей Павловский — графический дизайн;
- Вячеслав Недеогло — администрирование.

## Об альбоме
Это не обработки народных мелодий «из сборника», а собственное, весьма своеобразное и яркое видение восточнославянской песенности. Ладогармонический язык группы тяготеет к модальному типу <…>, выходя за пределы «обычных» мажора и минора. Если добавить к этому полифоничность, графичность вокально-инструментальных линий, масштабность форм (например, «Густоплясовая» длится почти 11 минут) и отсутствие «осмысленного» текста, заменённого распетыми фонемами, становится понятно, почему группа оказалась «далеко от народа», а не приблизилась к нему.
— Савицкая Е. А. Государственный институт искусствознания